# Богомилци
Богомилци е село в Североизточна България. То се намира в община Самуил, област Разград.

## География
Селото се намира на Лудогорското плато на около 300 метра надморска височина сред Самуиловските височини. Свързва се с пътната мрежа чрез Републикански път III-2005.

## Население
Численост на населението според преброяванията през годините:
| \| Година на преброяване \| Численост \| \| --------------------- \| --------- \| \| 1934 \| 914 \| \| 1946 \| 874 \| \| 1956 \| 928 \| \| 1965 \| 908 \| \| 1975 \| 737 \| \| 1985 \| 614 \| \| 1992 \| 426 \| \| 2001 \| 288 \| \| 2011 \| 277 \| \| 2021 \| 215 \| |           |
| Година на преброяване | Численост |
| 1934 | 914       |
| 1946 | 874       |
| 1956 | 928       |
| 1965 | 908       |
| 1975 | 737       |
| 1985 | 614       |
| 1992 | 426       |
| 2001 | 288       |
| 2011 | 277       |
| 2021 | 215       |

### Етнически състав
Преброяване на населението през 2011 г.
Численост и дял на етническите групи според преброяването на населението през 2011 г.:
|                     | Численост | Дял (в %) |
| Общо                | 277       | 100.00    |
| Българи             |           |           |
| Турци               | 271       | 97.83     |
| Цигани              |           |           |
| Други               | 0         | 0.00      |
| Не се самоопределят | 0         | 0.00      |
| Неотговорили        | 5         | 1.80      |

## Културни и природни забележителности
На 20 септември 2010 г. след редовно заседание на общинския съвет в Самуил е закрита детската градина в Богомилци поради липса на деца. Намерението на ръководството на общината е сградата да се преустрои на защитено жилище за възрастни с умствена изостаналост. Такова отваря врати на 26 април 2011 г. със съдействието на Регионалната дирекция за социално подпомагане и приема десет души, изведени от домовете в Хърсово и Самуил.
На ул. „Гео Милев“ № 17 в селото работи читалище „Васил Левски – 1937 г.“, регистрирано под номер 2587 в Министерство на Културата на Република България. Библиотеката му разполага с 3915 библиотечни единици.
В Богомилци има постоянно действаща джамия в добро състояние.